# Casinaria teshionis
Casinaria teshionis là một loài tò vò trong họ Ichneumonidae.